# Teen Titans: The Judas Contract
Teen Titans: The Judas Contract (en Hispanoamérica Los Jóvenes Titanes: El Contrato de Judas) es una película animada de superhéroes dirigida por Sam Liu con el guion de Ernie Altbacker basado en The Judas Contract cómic por Marv Wolfman y George Pérez. Es la vigésima-octava película en el Universo de Películas Animadas de DC y es la secuela de la Justice League vs. Teen Titans. La película presenta las voces de Christina Ricci, Taissa Farmiga, Miguel Ferrer, Stuart Allan, Brandon Soo Hoo, Jake T. Austin, Kari Wahlgren, y Sean Maher.
Esta película marca el desempeño final de Ferrer antes de su muerte a los 61 años. Tuvo su estreno mundial en WonderCon el 31 de marzo de 2017. La película fue lanzada a través de descarga digital el 4 de abril de 2017 y a través de medios de comunicación en casa el 18 de abril de 2017 por Warner Home Vídeo.
Además, en la película, Crispin Freeman, Jason Spisak y Masasa Moyo retoman sus respectivos papeles de Young Justice como Roy Harper/Speedy, Wally West/Kid Flash y Karen Beecher/Bumblebee en un flashback.

## Argumento
Cinco años atrás, los Teen Titans originales (formados por Dick Grayson como Robin, Speedy, Kid Flash, Beast Boy y Bumblebee) rescatan a la princesa Koriand'r del planeta Tamaran de sus captores, enviada por su malvada y celosa hermana Komand'r, que había organizado un golpe de Estado y por la fuerza tomó el trono. Como ya no puede regresar a su mundo, los Titanes le ofrecen un hogar en la Tierra como una de ellos.
En el presente, Dick Grayson ahora conocido como Nightwing, se reúne con los Teen Titans para rastrear un culto terrorista dirigido por el Hermano Sangre, quien planea capturar al equipo para absorber cada una de sus habilidades únicas con una máquina que ha probado en Jericó; que es ejecutado más tarde por la amante y asistente de Sangre; Madre Mayhem. Para acelerar el progreso de su desarrollo, Sangre contrata al mercenario Deathstroke para entregarle a los Titanes; Deathstroke, quien sobrevivió a su aparente muerte hace unos años, busca vengarse de Damian Wayne, el nuevo Robin, por reemplazarlo a él como heredero de Ra's al Ghul antes de traicionar a la Liga de Asesinos.
Deathstroke vigila a los Titanes a través de su doble agente Terra, quien se unió al equipo un año antes y a quien rescató después de que sus padres pusieran a toda su pueblo en contra de ella y la torturaran. Cuando Damian sospecha del comportamiento de Terra y comienza a rastrearla, se enfrenta a Deathstroke; luchan hasta que Terra somete y captura a Damian, revelando así su afiliación a Deathstroke.
Terra inicialmente actúa de manera fría y distante hacia los otros titanes a pesar de su actitud acogedora, pero finalmente es cálida con ellos. Durante la noche celebrando su primer aniversario con los Titanes, ella comparte un momento tierno con Beast Boy y lo besa; gradualmente formando una relación. Mientras asistía a una convención para hacer un pódcast con el cineasta Kevin Smith, Beast Boy es capturado por Deathstroke, Blue Beetle es arrebatado del comedor en el que trabaja y Starfire es secuestrada del departamento que compartía con Nightwing. Mientras tanto Terra captura a Raven en la sede de los Titanes. Nightwing pronto se entera de la conspiración antes de que Deathstroke lo embosque, superado, logra escapar al fingir su propia muerte.
Terra se revela así misma como un agente doble a los Titanes capturados cuando ella y Deathstroke los llevan ante Hermano Sangre, quien pretende convertirse en una figura divina al usar la máquina para absorber los poderes de los Titanes. Sin embargo, dado que Deathstroke no había podido capturar a Nightwing, la máquina no puede funcionar correctamente sin un sexto titan; en respuesta, traiciona a Terra permitiendo que Sangre la utilice, completando así el trato entre ellos. Con sus seguidores y Deathstroke presentes, Hermano Sangre comienza a drenar los poderes de los Titanes hasta que Nightwing interviene sorprendentemente. Después de rescatar a los Titanes, Nightwing y Robin luchan contra Deathstroke, mientras los otros Titanes enfrentan a Sangre que ha absorbido todos sus poderes. Los Titanes luchan contra los villanos hasta que Terra interviene, atacando furiosamente a Deathstroke por su traición y dominando al Hermano Sangre.
La batalla termina con Sangre siendo vencido por Raven desatando su furia interior como un demonio y luego mientras Deathstroke queda enterrado debajo de múltiples rocas lanzadas por Terra. El Hermano Sangre es baleado y asesinado por Madre Mayhem para evitar su captura por los Titanes. Demasiada avergonzada de enfrentar a sus antiguos aliados después de traicionar su confianza, Terra decide derribar toda el área. Beast Boy intenta ayudar a Terra a escapar de la ruinosa fortaleza, pero Terra lo empuja hacia atrás y queda enterrada debajo de varias capas de escombros. Beast Boy la desentierra y ella muere en sus brazos.
En el epílogo, Beast Boy continúa el podcast de Kevin Smith y habla sobre los Titanes con el anfitrión, mencionando que el equipo tiene un "nuevo miembro maravilloso" y que siempre extrañara a Terra.
En una escena posterior a los créditos, se demuestra que Jericó sobrevivió a la bala que la Madre Mayhem le disparó antes.

## Reparto
- Stuart Allan como Damian Wayne / Robin.
- Taissa Farmiga como Raven.
- Brandon Soo Hoo como Garfield Logan / Beast Boy.
- Jake T. Austin como Jaime Reyes / Blue Beetle.
- Kari Wahlgren como Koriand'r / Starfire, Milagro Reyes.
- Sean Maher como Dick Grayson / Nightwing.
- Christina Ricci como Tara Markov / Terra.
- Miguel Ferrer como Slade Wilson / Deathstroke.
- Gregg Henry como Sebastian Blood / Hermano Sangre.
- Meg Foster como Madre Mayhem.
- Maria Canals-Barrera como Bianca Reyes, Titans Tower Computer.
- Crispin Freeman como Roy Harper / Speedy, Científico.
- Masasa Moyo como Karen Beecher / Bumblebee, Traci.
- Kevin Smith como él mismo.
- Jason Spisak como Wally West / Kid Flash, Bryce Peterson.
- David Zayas como Alberto Reyes.

Voces adicionales por David Kaye.